# 에드거 라이트
에드거 하워드 라이트(영어: Edgar Howard Wright, 1974년 4월 18일~)은 잉글랜드의 영화 감독, 텔레비전 감독이다. 그는 영화 배우인 사이먼 페그와 닉 프로스트가 등장한 새벽의 황당한 저주와 뜨거운 녀석들로 유명하다.

## 작품 목록
- 데드 라이트 (단편, 1993)
- 어 피스트풀 오브 핑거스 (1994)
- 새벽의 황당한 저주 (2004)
- Don't (2007)
- 뜨거운 녀석들 (2007)
- 스콧 필그림 (2010)
- 더 월즈 엔드 (2013)
- 베이비 드라이버 (2017)
- 라스트 나이트 인 소호 (2021)
- 더 러닝 맨 (2025)